# FC Dynamo-3 Kyiv
El FC Dynamo-3 Kyiv (en ucraniano: Футбольний клуб «Динамо-3» Київ) fue un equipo de fútbol de Ucrania que jugó en la Segunda Liga de Ucrania, la segunda división nacional.

## Historia
Fue fundado en el año 1992 en la capital Kiev como un equipo filial del FC Dynamo Kyiv compuesto por jugadores menores de 20 años, por lo que no pdía jugar en la Primera Liga de Ucrania ya que tenía que estar al menos una categoría por debajo del FC Dynamo-2 Kyiv. Su primer torneo sería en la Copa de Ucrania de 1992/93 donde sería eliminado en la tercera ronda.
Su debut en liga fue en la temporada de 1993/94 en la cuarta división, y lograría el ascenso a la Segunda Liga de Ucrania en la temporada de 1996/97, y al año siguiente en la Copa de Ucrania sería eliminado en la cuarta ronda.
Se mantuvo en la tercera división nacional hasta la temporada 2007/08, ya que cedería su lugar en la tercera división al MFK Mykolaiv y desaparece.

## Temporadas
| Temporada | División | Pos.               | J                  | G                  | E                  | P                  | GF                 | GC                 | Pts.               | Copa  | Otros | Otros | Notas            |
| --------- | -------- | ------------------ | ------------------ | ------------------ | ------------------ | ------------------ | ------------------ | ------------------ | ------------------ | ----- | ----- | ----- | ---------------- |
| 1993–94   | 4        | 3                  | 26                 | 17                 | 6                  | 3                  | 44                 | 13                 | 40                 |       |       |       | Grupo 3          |
| 1994–95   | 4        | 2                  | 30                 | 17                 | 8                  | 5                  | 45                 | 18                 | 59                 |       |       |       | Grupo 3          |
| 1995–96   | 5        | Campeonato de Kiev | Campeonato de Kiev | Campeonato de Kiev | Campeonato de Kiev | Campeonato de Kiev | Campeonato de Kiev | Campeonato de Kiev | Campeonato de Kiev |       |       |       |                  |
| 1996–97   | 4        | 3                  | 16                 | 6                  | 4                  | 6                  | 22                 | 18                 | 22                 |       |       |       | Promovido        |
| 1997–98   | 3 "A"    | 2                  | 34                 | 21                 | 7                  | 6                  | 59                 | 24                 | 70                 | 1/16  |       |       |                  |
| 1998–99   | 3 "A"    | 5                  | 28                 | 13                 | 7                  | 8                  | 30                 | 26                 | 18                 | 1/128 |       |       |                  |
| 1999-00   | 3 "A"    | 9                  | 30                 | 10                 | 11                 | 9                  | 38                 | 26                 | 41                 |       | 2L    | 1/8   |                  |
| 2000–01   | 3 "A"    | 7                  | 30                 | 12                 | 10                 | 8                  | 26                 | 16                 | 46                 |       | 2L    | 1/16  |                  |
| 2001–02   | 3 "B"    | 6                  | 34                 | 16                 | 9                  | 9                  | 48                 | 32                 | 57                 |       |       |       |                  |
| 2002–03   | 3 "A"    | 5                  | 28                 | 14                 | 8                  | 6                  | 30                 | 22                 | 50                 |       |       |       |                  |
| 2003–04   | 3 "A"    | 11                 | 30                 | 9                  | 7                  | 14                 | 26                 | 27                 | 34                 |       |       |       |                  |
| 2004–05   | 3 "A"    | 10                 | 28                 | 9                  | 7                  | 12                 | 31                 | 35                 | 34                 |       |       |       |                  |
| 2005–06   | 3 "A"    | 11                 | 28                 | 7                  | 8                  | 13                 | 17                 | 28                 | 29                 |       |       |       |                  |
| 2006–07   | 3 "A"    | 7                  | 28                 | 5                  | 10                 | 13                 | 29                 | 32                 | 25                 |       |       |       |                  |
| 2007–08   | 3 "A"    | 10                 | 30                 | 9                  | 5                  | 16                 | 30                 | 43                 | 32                 |       |       |       | Abandonó la liga |